# インパクト・レスリング (テレビ番組)
TNAインパクト!（TNA IMPACT!）は、TNAが毎週木曜日に放送しているテレビ番組。

## 概要
2005年からSpike TVで放送。
2015年からデスティネーション・アメリカで放送。
2019年からAXS TVで放送。
TNAでのストーリー展開が主に行われる。収録は全てメンフィスで行われる。1回の収録で数週分の収録を行なっている。

## 日本での放送
2006年1月、日本のFIGHTING TV サムライで放送が開始された。
2013年1月19日、日本の日テレG+で「"衝撃"アメリカンプロレスTNA」という名称で放送が開始された。
現地とは約1ヶ月のディレイである。PPVも通常放送する(本放送前にやや時間をずらして放送されている)。放送開始初期は番組終了後の残り時間を使って（同じくG+で番組を持つ）西口プロレスのハチミツ二郎が司会、アントニオ小猪木、ばってん多摩川、エール橋本によるTNA講座が放送されていた。

## 出演者

### アナウンサー
- ジェレミー・ボラッシュ（Jeremy Borash）

### インタビュアー
- シェーン・ダグラス（Shane Douglas）

### 実況
- マイク・テネイ（Mike Tenay）

### 解説
- ドン・ウエスト（Don West）